# Hierarchizacja podmiotów administracyjnych
Hierarchizacja podmiotów administracyjnych – sposób uporządkowania podmiotów publicznych tak, że są one uszczeblowane: organy kierownicze są nadrzędne organom kierowanym. Hierarchiczne podporządkowanie oznacza pełne podporządkowanie jednostek organizacyjnych niższych szczebli jednostkom wyższym i to podporządkowanie w układzie pionowym (np. w administracji wojskowej, prokuraturze).
Zasada hierarchicznego podporządkowania przejawia się w podwójnej zależności:
- służbowej (nieograniczona możliwość wydawania poleceń służbowych przez organ wyższy organom niższym)
- osobowej (organ wyższego stopnia ma prawo obsadzania stanowisk w organach bezpośrednio lub pośrednio niższych).

Zasada hierarchii charakteryzuje się następującymi cechami:
- określona ranga jednostek organizacyjnych i poszczególnych członków
- ranga związana jest z prawem wydawania zarządzeń albo obowiązkiem ich wykonywania
- stosunek nadrzędności obejmuje prawo kontroli oraz uzyskiwania informacji od jednostek podległych
- podwójna zależność - służbowa i osobowa
- nierówności społeczne wynikające z posiadania określonej rangi